# Sekundærrute 597
De Sekundærrute 597 is een secundaire weg in Denemarken. De weg loopt van Åbyen (nabij de havenstad Hirtshals) naar Ålbæk. De Sekundærrute 597 loopt door Noord-Jutland en is ongeveer 26 kilometer lang.